# Un gioco e un passatempo
Un gioco e un passatempo è un romanzo dello scrittore statunitense James Salter. Uscito nel 1967, è il suo terzo romanzo. La prima pubblicazione italiana è del 2006.

## Trama
L'anonimo io narrante del romanzo, un trentaquattrenne statunitense, ottiene dai Wheatland, amici connazionali che vivono a Parigi, la possibilità di usare per l'inverno la loro casa di Autun, sonnolenta cittadina del centro della Francia. Poco dopo il suo arrivo, riceve la visita di Philip Dean, un americano di dieci anni più giovane, conosciuto a Parigi, che promette di fermarsi pochi giorni.
Dean è affascinante, brillante ma irrequieto: ha lasciato l'Università Yale per girare la Francia, dove si trova anche il padre, affermato critico teatrale. Una sera i due conoscono Anne-Marie, diciottenne francese bella e semplice, che Dean riesce a sedurre. Da quel momento i due cominciano ad essere protagonisti di una storia d'amore e di sesso, vista attraverso gli occhi dell'anonimo amico.
I pochi giorni che Philip avrebbe dovuto trascorrere ad Autun diventano mesi, e gli incontri erotici, fra Dean e Anne-Marie si susseguono diventando via via più sbrigliati, coinvolgenti, felici: dagli alberghi di provincia raggiunti a bordo della lussuosa Delage che Dean ha avuto in prestito da un amico, al minuscolo appartamento di lei, i due ragazzi sviluppano via via una forte attrazione sentimentale oltre che sessuale.
Il narratore-voyeur, tuttavia, è per sua stessa ammissione inaffidabile: mescola le cose che ha visto coi racconti che gli fa Dean e - spesso - con quanto lui immagina sia successo. Il suo racconto lo vede comunque parte degli accadimenti, se non altro per come partecipa alla registrazione dei gesti dei due amanti, affascinato da entrambi e morbosamente geloso della loro felicità, lui che corteggia senza troppa convinzione, e pertanto senza successo, una giovane vedova, impiegata comunale di Autun.
Il rapporto tra i due ragazzi, carnale ed idilliaco allo stesso tempo, precipita improvvisamente nella tragedia: Philip è costretto a tornare in patria per mancanza di denaro, e poco dopo il suo ritorno è vittima di un incidente stradale mortale.

## Il titolo
Il titolo è tratto da un passo del Corano:

## Edizioni
- James Salter, Un gioco e un passatempo, traduzione di Delfina Vezzoli, collana BUR, Rizzoli, 2006,  p. 244, ISBN 88-17-00959-8.